# 拉帕利斯县
拉帕利斯县（法語：canton de Lapalisse）是法国阿列省的一个县（省级选区），中央投票站位于拉帕利斯。该县涵盖31个市镇。